# تشارلز راي (صحفي)
تشارلز راي (بالإنجليزية: Charles Rae)‏ هو رسام وصحفي وفلاح نيوزلندي، ولد في 1819، وتوفي في 7 فبراير 1894.